# Acremodontina atypica
Acremodontina atypica là một loài ốc biển rất nhỏ, là động vật thân mềm chân bụng sống ở biển, trong họ Liotiidae.